# Fresenius Medical Care
Fresenius Medical Care (Fresenius Medical Care AG & Co. KGaA) — німецька медична компанія, яка надає послуги діалізу нирок через мережу із 4 171 амбулаторного діалізного центру, що обслуговує 345 425 пацієнтів. Компанія в основному займається лікуванням термінальної стадії ниркової недостатності (ESRD), яка вимагає від пацієнтів проходити діаліз 3 рази на тиждень до кінця життя.
Юридичне місцезнаходження компанії — місто Гоф (Баварія). Оперативне місцезнаходження — місто Бад-Гомбург. Компанія має 38% ринку діалізу в США. Вона також управляє 42 виробничими майданчиками, найбільші з яких знаходяться в США, Німеччині та Японії.
Компанія на 32% належить «Fresenius», і станом на 2020 рік вона генерує близько 50% доходу групи.
Компанія входить до списку найкращих роботодавців, опублікованого Forbes.